# Hans Joachim Ihle
Hans Joachim Ihle (né le 21 décembre 1919 à Neukölln, mort le 15 décembre 1997 à Burgdorf) est un sculpteur allemand.

## Biographie
Hans Joachim Ihle est le fils d'un graveur et le plus jeune d'une famille de six enfants. Dès son enfance, il s'intéresse à la nature et notamment au zoo de Berlin et à l'aquarium.
Ihle effectue un apprentissage de chimiographe avant d'être enrôlé dans le Reichsarbeitsdienst, puis dans le service militaire dans la Wehrmacht. En décembre 1941, il est grièvement blessé et perd une jambe. Après sa convalescence, il commence à étudier la sculpture auprès de Wilhelm Gerstel à l'Académie des arts de Berlin, qui prend fin lorsque les bâtiments sont bombardés en 1944. En 1946, il peut poursuivre ses études auprès de Richard Scheibe après la création de l'université des arts de Berlin. La première période de création fructueuse est récompensée par le "Grand Prix d’art des sculpteurs de Berlin" en 1951. En 1954, un long séjour dans le Sud-Ouest africain le rapproche des animaux qu'il a modelés à de nombreuses reprises. La participation à une expédition archéologique à Uruk en Mésopotamie en 1956 lui donne de nouvelles impressions, qu'il traite artistiquement.
En 1958, Ihle commence les travaux de restauration de l'intérieur de l'aile Knobelsdorff du château de Charlottenbourg. Après que les dommages causés par la guerre à l'extérieur du palais sont réparés, la "Salle Blanche" et la "Galerie Dorée" avec leurs stucs rococo doivent maintenant être restaurées. Les travaux ne sont achevés qu'en 1973 avec la livraison des figures antiques du côté nord du bâtiment central.

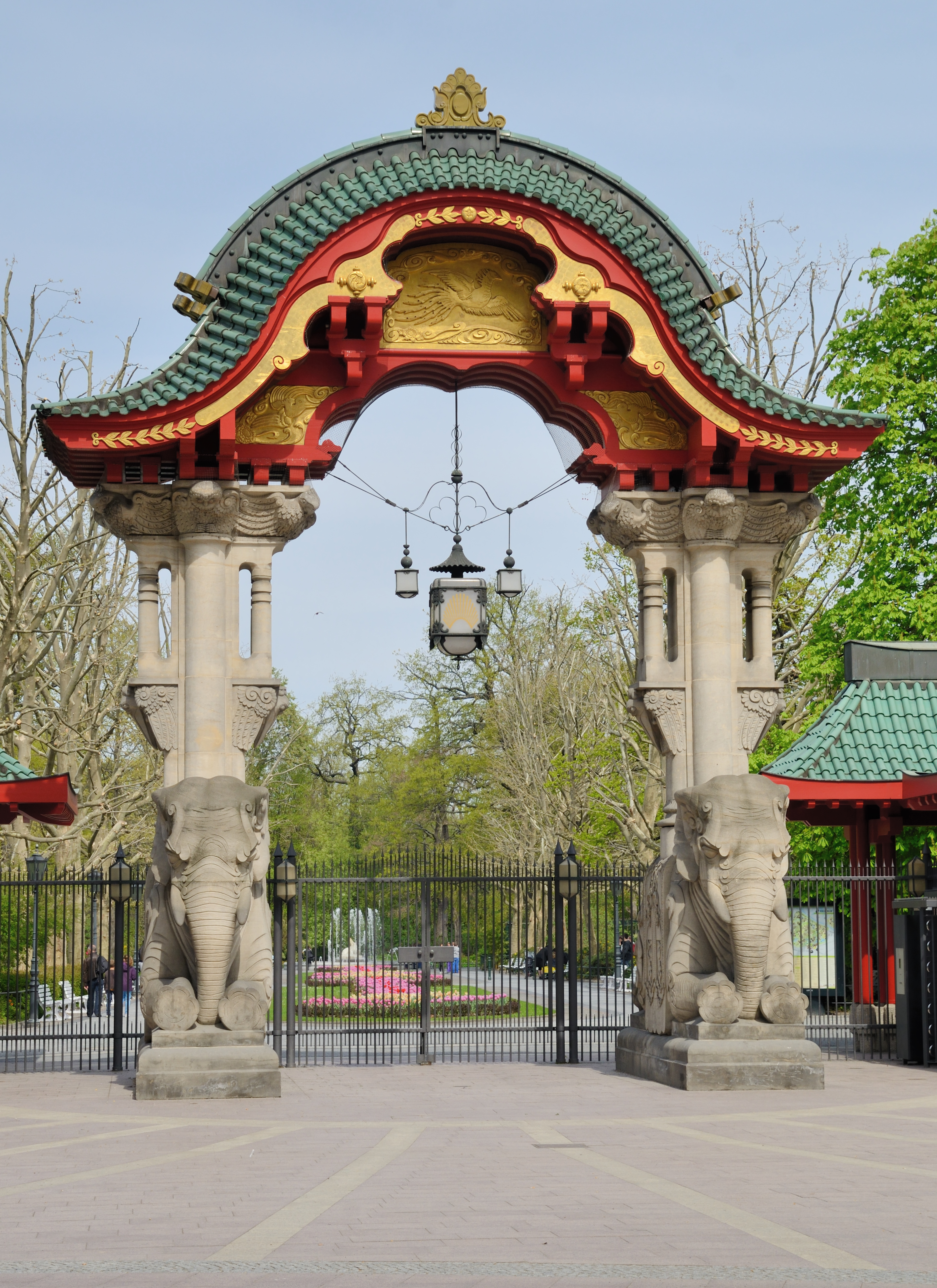
La Porte des éléphants

L'amitié d'Ihle avec le directeur du zoo Heinz-Georg Klös conduit à d'autres travaux de restauration approfondis. L'aquarium de la Budapester Straße (de) fut mal réparé après la Seconde Guerre mondiale. Ihle conçoit le côté rue du nouveau bâtiment avec une bande de briques de 30 m de long et 6,50 m de haut sur laquelle sont visibles en relief des poissons, des reptiles et des amphibiens. Sur les façades historiques du bâtiment de l'aquarium, sept représentations de dinosaures sont restaurées en stuc à la chaux et la cage d'escalier reçoit des nouveaux reliefs en majolique et des images en mosaïque de verre. Après l'achèvement de l'aquarium du zoo, la porte des éléphants voisine, détruite pendant la guerre, est reconstruite. Ihle est chargé de prendre en charge la direction artistique de la reconstruction. Comme il n'y a pas de dessins de la construction, d'anciennes photos servent de base. Les éléphants de 27 tonnes en grès de l'Elbe sont conçus par des sculpteurs sur pierre de Dresde sur la base des dessins d'Ihle et transportés à Berlin en pièces détachées. La porte, avec ses couleurs rouge, vert et or, est rapidement un point de repère à Berlin. Attenant à la porte à l'ouest se trouve un mur sur lequel Ihle représente dix rhinocéros indiens dans un relief en brique.
En 1971, l'artiste quitte Berlin et crée une nouvelle maison dans une ferme à Heeßel, près de Burgdorf. Les studios spacieux offrent d'autres options. Des sculptures de grand format et de plus en plus de stucs en marbre sont créés, une technique qu'Ihle affectionne particulièrement. Les œuvres abstraites apparaissent plus fréquemment dans ses travaux ultérieurs.